# Jean-Marc Valadier
Pour les articles homonymes, voir Valadier.
Jean-Marc Valadier est un footballeur français né le 13 octobre 1957 à Montpellier dans le département de l'Hérault. Il joue au poste d'attaquant du milieu des années 1970 à la fin des années 1980.
Formé au club montpelliérain de l'AS Saint Martin, il commence sa carrière professionnelle au Montpellier PSC, il joue ensuite à l'Olympique lyonnais, puis à l'AS Monaco où il remporte le championnat de France en 1982. Il retourne ensuite dans le club de ses débuts professionnels où il termine sa carrière sur un titre de champion de France de seconde division en 1987.

## Biographie
Jean-Marc Valadier fait ses débuts dans le football au sein des équipes de jeunes de l'AS Saint-Martin Montpellier. Il rejoint en 1976 le Montpellier Paillade Sport Club, club de Division 3 et s'impose à la pointe de l'attaque montpelliéraine aux côtés de Fleury Di Nallo et de Pierre Dell'Oste. En Coupe de France, le club montpelliérain rencontre en 32e de finale l'Olympique de Marseille, le tenant du titre. Jean-Marc Valadier inscrit le but de la victoire deux buts à un à la 88e minute. Le MPSC rencontre au tour suivant le voisin Nîmes Olympique évoluant également en Division 1. Battus trois buts à zéro à Nîmes, les Montpelliérains mènent deux buts à zéro au match retour avant d'être battus sur le score de trois buts à deux. La saison suivante, il dispute la totalité des rencontres du championnat où le club termine second du groupe Sud derrière la réserve de l'OGC Nice et se retrouve promu en Division 2.
Repéré par l'Olympique lyonnais, il signe dans ce club et découvre la première division à 21 ans. Il est titularisé par Aimé Jacquet aux côtés de Jean Gallice et de Daniel Xuereb et marque six buts en trente matchs de championnat. L'année suivante est beaucoup plus difficile pour le club qui doit passer par les barrages pour rester en première division. L'OL sauve sa place en battant l'Olympique avignonnais, club de Division 2, huit buts à quatre sur les deux matchs dont un but de Valadier.
En 1980, il est échangé contre Alain Moizan et rejoint l'AS Monaco. Dans un rôle de premier remplaçant en attaque, il remporte avec les Monégasques le championnat de France en 1982 marquant six buts en vingt-et-une apparitions.
Sollicité par Louis Nicollin, le président du Montpellier PSC, Jean-Marc Valadier retourne dans son club formateur qui vient de redescendre en seconde division. Il réalise sa meilleure saison, en tant qu'avant-centre, lors de la saison 1985-1986 en marquant vingt-deux buts et finissant meilleur buteur du groupe A dont un triplé contre l'AS Béziers  et un quadruplé contre le FC Martigues.
L'année suivante, Montpellier monte en première division mais Jean-Marc Valadier est gravement blessé en cours de saison. En division 1, il ne dispute que 12 matchs les deux saisons suivantes et il arrête sa carrière en 1989. Il rejoint alors la société Nicollin dont il devient responsable de l'antenne montpelliéraine.

## Palmarès
Jean-Marc Valadier remporte avec l'AS Monaco le championnat de France en 1982 et avec le Montpellier PSC le champion de France de seconde division en 1987.
Il est le meilleur buteur du Championnat de France de division 2, groupe A, en 1986 avec 22 buts marqués et il est le second buteur de l'histoire du Montpellier HSC, derrière Laurent Blanc, avec 70 buts inscrits.

## Statistiques
Le tableau ci-dessous résume les statistiques en match officiel de Jean-Marc Valadier durant sa carrière de joueur professionnel,.
| Saison      | Club               | Pays   | Championnat | Championnat | Championnat | Coupes nationales | Coupes nationales | Coupe d'Europe | Coupe d'Europe | Coupe d'Europe |
| Saison      | Club               | Pays   | Division    | Matchs      | Buts        | Matchs            | Buts              | Type           | Matchs         | Buts           |
| ----------- | ------------------ | ------ | ----------- | ----------- | ----------- | ----------------- | ----------------- | -------------- | -------------- | -------------- |
| 1976 - 1977 | Montpellier PSC    | France | Division 3  | 26          | 7           | 3                 | 2                 | -              | -              | -              |
| 1977 - 1978 | Montpellier PSC    | France | Division 3  | 30          | 7           | -                 | -                 | -              | -              | -              |
| 1978 - 1979 | Olympique lyonnais | France | Division 1  | 30          | 6           | 3                 | 0                 | -              | -              | -              |
| 1979 - 1980 | Olympique lyonnais | France | Division 1  | 28          | 8           | 2                 | 1                 | -              | -              | -              |
| 1980 - 1981 | AS Monaco          | France | Division 1  | 20          | 2           | 4                 | 0                 | C2             | 1              | 0              |
| 1981 - 1982 | AS Monaco          | France | Division 1  | 21          | 6           | 4                 | 2                 | C3             | 1              | 0              |
| 1982 - 1983 | Montpellier PSC    | France | Division 2  | 28          | 5           | -                 | -                 | -              | -              | -              |
| 1983 - 1984 | Montpellier PSC    | France | Division 2  | 23          | 5           | -                 | -                 | -              | -              | -              |
| 1984 - 1985 | Montpellier PSC    | France | Division 2  | 27          | 9           | 1                 | 0                 | -              | -              | -              |
| 1985 - 1986 | Montpellier PSC    | France | Division 2  | 33          | 21          | 3                 | 2                 | -              | -              | -              |
| 1986 - 1987 | Montpellier PSC    | France | Division 2  | 19          | 6           | -                 | -                 | -              | -              | -              |
| 1987 - 1988 | Montpellier PSC    | France | Division 1  | 3           | 0           | -                 | -                 | -              | -              | -              |
| 1988 - 1989 | Montpellier PSC    | France | Division 1  | 9           | 0           | 1                 | 0                 | -              | -              | -              |
| Total       | Total              | Total  | Total       | 297         | 82          | 21                | 7                 | -              | 2              | 0              |